# Forno di Zoldo
Forno di Zoldo était une commune de la province de Belluno, dans la Vénétie, en Italie. Elle a fusionné en 2016 avec l'ex commune de Zoldo Alto pour former la commune de Val di Zoldo.

## Administration
| Période                                  | Période  | Identité      | Étiquette | Qualité |
| ---------------------------------------- | -------- | ------------- | --------- | ------- |
| 30 mai 2006                              | En cours | Fausta De Feo |           |         |
| Les données manquantes sont à compléter. |          |               |           |         |

### Hameaux
Pralongo, Sottlerive Dont, Villa, Sommariva, Campo, Sorogno, Astragal, Bragarezza, Dozza, Fornesighe, Casal, Foppa, Calchera, Cella, Prà